# ⅓ talara (1810–1814)
⅓ talara (1811–1814) – moneta o wartości ⅓ części talara Księstwa Warszawskiego, zwana również dwuzłotówką, bita na podstawie dekretu Fryderyka Augusta, króla saskiego, księcia warszawskiego, z dnia 25 czerwca 1810 r.

## Awers
Na tej stronie umieszczono prawy profil popiersia księcia warszawskiego Fryderyka Augusta, dookoła otokowy napis:

FRID. AVG. REX SAX. DUX VARSOV.

tzn. Fryderyk August król saski, książę warszawski.

## Rewers
W centralnej części znajduje się herb sasko-polski – na dwupolowej tarczy nakrytej królewską koroną saską, w lewym polu herb saski, w prawym polu orzeł polski. Po bokach tarczy umieszczono dwie skrzyżowane gałązki palmowe, po obu stronach skrzyżowania gałązek znak intendenta mennicy w Warszawie – I.S. (Jan Stockman 1810, 1811) lub I.B. (Jakub Benik 1812, 1813, 1814). U góry, po obydwu stronach korony, znajduje się rok bicia 18 10, 18 11, 18 12, 18 13 lub 18 14, na samym dole napis „⅓ TALARA”.

## Opis
Monetę bito w mennicy w Warszawie, w srebrze próby 625, na krążku o średnicy 29 mm, masie 8,6 grama, z rantem ozdobionym ornamentem. Według sprawozdań mennicy w latach 1810–1815 w obieg wpuszczono 9 777 107 sztuk dwuzłotówki, moneta więc była najprawdopodobniej również bita przez cały rok 1815, ze wsteczną datą 1814. Stopień rzadkości poszczególnych roczników przedstawiono w tabeli:
| Rocznik       | Stopień rzadkości | Liczba egzemplarzy | Uwagi                                         | Zdjęcie |
| ------------- | ----------------- | ------------------ | --------------------------------------------- | ------- |
| ⅓ talara 1810 | R1                | 15 001–80 000      |                                               |         |
| ⅓ talara 1811 | R                 | 80 001–400 000     | gałązki na rewersie jak w roku 1810 oraz nowe |         |
| ⅓ talara 1811 | R                 | 80 001–400 000     | nowy układ gałązek na rewersie                |         |
| ⅓ talara 1812 |                   | > 400 000          |                                               |         |
| ⅓ talara 1813 | R                 | 80 001–400 000     |                                               |         |
| ⅓ talara 1814 |                   | > 400 000          |                                               |         |